# Алексєєв Юрій Сергійович
Юрій Сергійович Алексєєв (нар. 6 грудня 1948, Дніпропетровськ, Українська РСР, СРСР) — український ракетобудівник. 4-й генеральний директор ДП «Виробниче об'єднання Південний машинобудівний завод ім. О. М. Макарова» (1992—2005), генеральний директор Національного космічного агентства України (з 25 липня 2005). Герой України (2002). Академік Академії інженерних наук України (1991), Академії технологічних наук України (1993). Державний службовець 1-го рангу (вересень 2005).

## Родина
Народився 6 грудня 1948 у місті Дніпропетровську.
Батько Сергій Андрійович (1918–1990) — учасник Другої світової війни; мати Віра Павлівна (1924) — пенсіонерка.
Дружина — Людмила Михайлівна (1946) — генеральний директор фірми «Ригонда»; син Дмитро (1975).

## Життєпис
У 1972 закінчив фізико-технічний факультет Дніпропетровського університету, інженер-механік за спеціальністю «Двигуни літальних апаратів».
З квітня 1972 — помічник майстра, майстер, старший майстер ВО «Південний машинобудівний завод».
З липня 1980 — заступник начальника цеху, начальник цеху.
З квітня 1985 — заступник головного інженера.
З листопада 1988 — головний інженер — перший заступник генерального директора.
З жовтня 1992 — генеральний директор ДП «Виробниче об'єднання Південний машинобудівний завод ім. О. М. Макарова», м. Дніпропетровськ.
25 липня 2005 призначено генеральним директором Національного космічного агентства України.
16 жовтня 2014 був звільнений одним з перших відповідно до закону «Про очищення влади».

## Відзнаки
- Герой України з врученням ордена Держави[4].
- Орден «За заслуги» III ст. (грудень 1998)[5].
- Почесна грамота Кабінету Міністрів України (квітень 2002)[6].
- Лауреат Державної премії України в галузі науки і техніки (1993).
- Медаль «За трудову доблесть» (1984).
- Медалі ім. С. Корольова, М. Янгеля, Ю. Кондратюка Федерації космонавтики СРСР.